# おこし
おこし（粔籹）は、加工した穀物を飴で固めた和菓子の一種である。干菓子の一種で、おこし米などともいう。

## 歴史
おこしは平安時代に遣唐使によって持ち込まれた唐菓子のひとつである「粔籹（きょじゅ）」にその原型があるとされ、『和名類聚抄』にもその製法が残されている。また、名称は煎って膨らむことから「興米」の漢字も用いられた。『延喜式』には神前に供えられた記録も残されており、賞味する貴族がこぼれた破片を払う姿から「粰𥹷」とも呼ばれた。
南北朝時代末期から室町時代前期の成立とされる『庭訓往来』では「おこし米」という名称で記されている。また、 室町時代から近世初期にかけて成立したとされる『猫の草子』では、鼠の好物のひとつとして「おこし米」の名が挙げられている。
江戸時代初期の料理書『料理物語』にも菓子の項に「おこし米」の名で製法が記されており、ここでは薏苡仁（よくいにん。ハトムギの胚乳。漢方薬の原料として用いられ、イボなどの皮膚病に効果があるとされる）と糒（）を用いたおこしが記されている。穀物と水飴などが調達できれば庶民でも製造できたため、江戸時代には駄菓子や間食として全国に広まった。
日露戦争では明治天皇から戦地に「恩賜のおこし」35万箱が配られたが、これが兵隊達に好評で日本への帰国後におこしを求める風潮もみられたという
大正時代になると機械化のための発明もみられるようになった。
なお、豆や穀物を加工したものに糖蜜をかけて固めた菓子を広く掛菓子（かけがし）という（関連項目も参照）。
中国にも類似の菓子は現在の華南にも伝わっており、主に米で作ることから米通（ミートン、mǐtōng）と呼ばれるが、いったん餅にはせず、糒を用いることや、水飴の配合などに違いがある。また、杏仁糖（スライスしたアーモンドを糖蜜で固めた物）や南瓜子酥（かぼちゃの種を糖蜜で固めた物）の様におこしに類似した製法の菓子も存在する。

## 種類

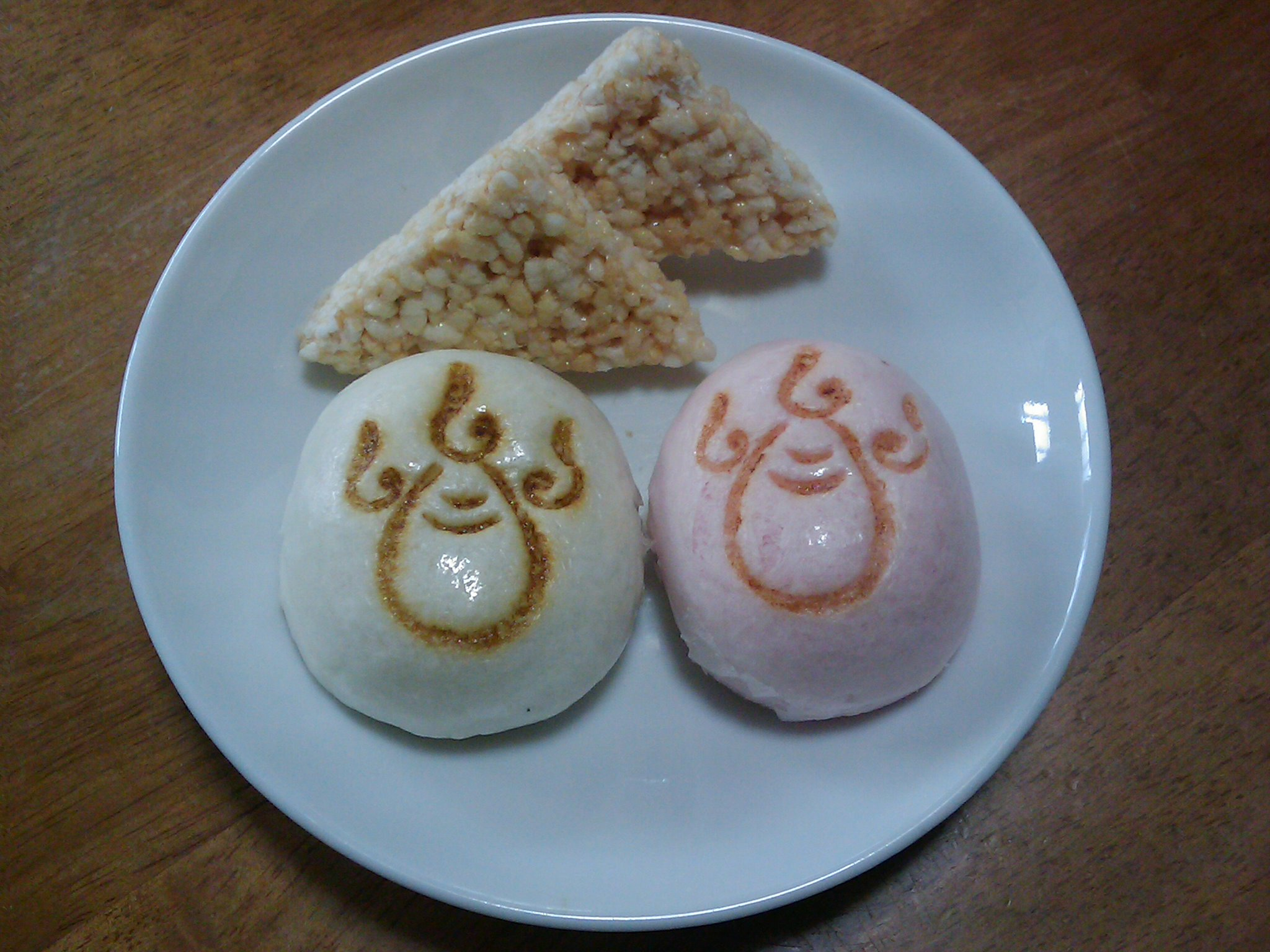
「お火焚き饅頭」と「三角おこし」

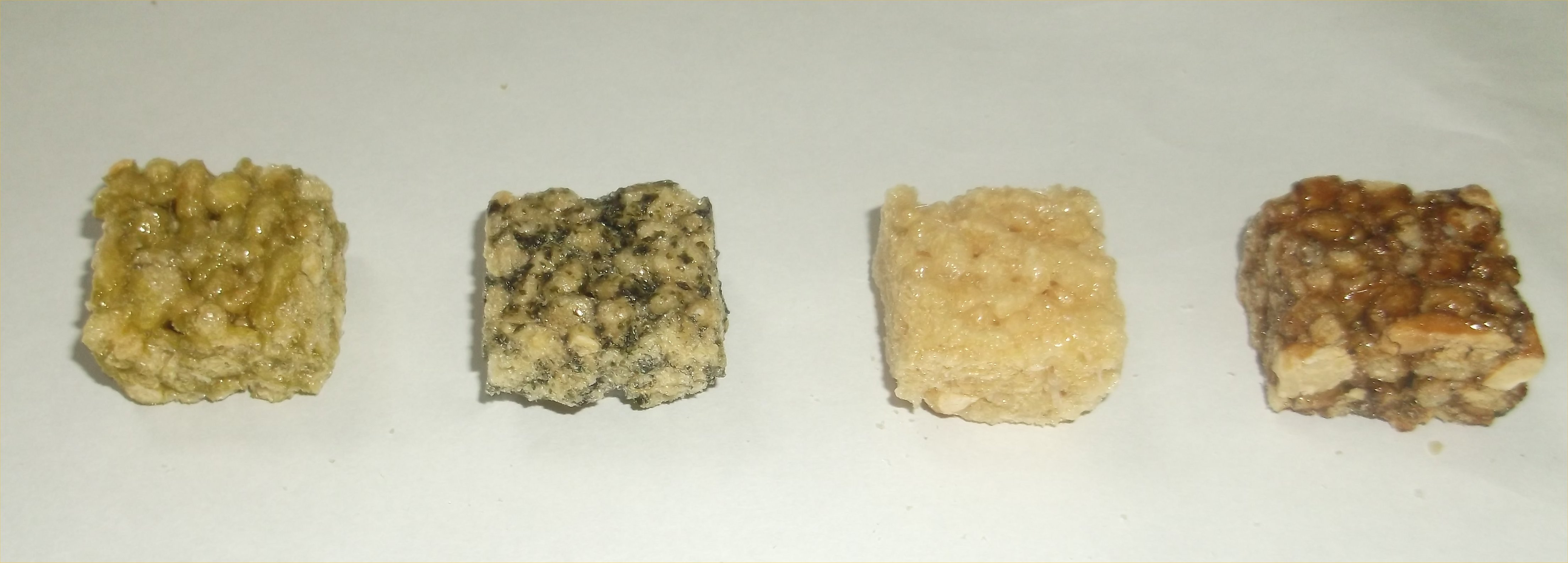
雷おこし

雷おこしや岩おこしのようにきわめて硬いタイプからゆたかおこしのように落雁などに近い柔らかいタイプのものまで様々である。
また京都では三角形のおこしが一般的で11月にお火焚き饅頭と一緒に売られている。近年はゆず風味の味付けがなされていることが多い。
- 東京都
  - 雷おこし - 台東区。
- 愛知県
  - ゆたかおこし - 豊橋市の名物。柔らかいおこしで抹茶餡を挟んだもの。
- 岐阜県
  - こくせん（穀煎、穀選） - 飛騨地方で作られているおこしの一種。米は用いられず、胡麻やピーナッツを用いる。製法はおこし同様だが、最後にきな粉をまぶすのが特徴。形も薄い板状にしてねじ曲げる形にする場合が多い。
  - 笠松志古羅ん（しこらん） - 笠松町。肉桂入りのおこし。一般的なおこしに比べて飴の分量が多い。豊臣秀吉が賞味し、兜のしころに似ている事とランの香りがするおこしという事からこのように命名したといわれる。代々伝承していた菓子店が閉店した事から一時途絶えていたが、現在は地元の菓子組合によって復活している。
- 大阪府
  - 粟おこし
  - 岩おこし
- 愛媛県
  - 米おこし
- 福岡県
  - 阿わやおこし - 久留米市。
- 佐賀県
  - 松原おこし - 唐津市
- 長崎県
  - 諫早おこし - 諫早市の名物。杉谷本舗や森長が有名で、黒砂糖を使用した黒おこしなどがある。
- 熊本県
  - 薏苡仁糖（苡仁糖、よくいにん糖とも） - 熊本県八代市。江戸時代から製造されており、『料理物語』に出てくるおこし米に製法・原料が近似している。これは元熊本藩主で八代に隠棲した細川忠興（三斎）が考案したものとされる。しかし、必ずしも味の良いものではなく（薏苡仁自体に独特の臭いがある）、現在は作られていない。ただし、最近では八代市内の一部の和菓子店で復元が行われており、限定的であるが購入できる。
- 茨城県
  - 八千代おこし - 高萩市。

## 「世界のワースト料理100」へのランクイン
2023年、世界の料理を紹介するサイト「テイスト・アトラス」が主催する「世界のワースト料理100」で日本の「おこし」が73位の栄冠(?)を勝ち取った。